# Nesalcis fuscibrunnea
Nesalcis fuscibrunnea là một loài bướm đêm trong họ Geometridae.